# Castillo de Montestrutto
El castillo de Montestrutto (en italiano: Castello di Montestrutto) es un antiguo castillo situado en la comuna piamontesa de Settimo Vittone en el norte de Italia.

## Historia
El castillo, que se remonta al siglo IX, pasó a la Casa de Saboya en 1357. En el siglo XVI, tras ser dañado severamente durante las guerras entre franceses y españoles, el edificio fue desmantelado por el Duque Carlos III de Saboya para facilitar el paso de las tropas franceses.
El castillo fue reconstruido a principios del siglo XX.

## Descripción
El castillo se encuentra en lo alto de una colina en la desembocatura del Valle de Aosta, cerca del pueblo de Montestrutto en la comuna de Settimo Vittone. Presenta un estilo neogótico.